# Mistrovství světa v házené mužů 2023
Mistrovství světa v házené mužů 2023 představovalo 28. ročník mužského světového šampionátu v házené, který probíhal mezi 11. až 29. lednem 2023 v Polsku a Švédsku.

## Výběr pořadatele
Osm zemí projevilo zájem o pořádání turnaje:
- Francie
- Maďarsko
- Norsko
- Polsko
- Slovensko
- Jižní Korea
- Švédsko
- Švýcarsko

Dne 21. dubna 2015 bylo oznámeno, že Polsko a Švédsko se dohodly na společném pořádání tohoto turnaje.

## Dějiště
Turnaj se konal v devíti městech (čtyři v Polsku a pět ve Švédsku): Krakov, Gdaňsk, Katovice, Płock, Stockholm, Malmö, Göteborg, Jönköping a Kristianstad. Úvodní utkání se odehrálo v Katovicích, finálové ve Stockholmu.
| Polsko           | Polsko           | Polsko           | Polsko          |
| Krakov           | Gdaňsk           | Katovice         | Płock           |
| ---------------- | ---------------- | ---------------- | --------------- |
| Tauron Arena     | Ergo Arena       | Spodek           | Orlen Arena     |
| Kapacita: 15 030 | Kapacita: 11 409 | Kapacita: 11 036 | Kapacita: 5 492 |
|                  |                  |                  |                 |

| Švédsko          | Švédsko          | Švédsko          |
| Stockholm        | Malmö            | Göteborg         |
| ---------------- | ---------------- | ---------------- |
| Tele2 Arena      | Malmö Arena      | Scandinavium     |
| Kapacita: 19 000 | Kapacita: 13 000 | Kapacita: 12 000 |
|                  |                  |                  |

| Jönköping        | Kristianstad       |
| ---------------- | ------------------ |
| Husqvarna Garden | Kristianstad Arena |
| Kapacita: 7 000  | Kapacita: 4 700    |
|                  |                    |

## Kvalifikace
| Kvalifikační soutěž                        | datum                         | míst | kvalifikant                                                                               |
| ------------------------------------------ | ----------------------------- | ---- | ----------------------------------------------------------------------------------------- |
| Pořadatel                                  | 6. listopadu 2015             | 2    | Polsko Švédsko                                                                            |
| Mistrovství světa 2021                     | 31. ledna 2021                | 1    | Dánsko                                                                                    |
| Mistrovství Evropy 2022                    | 13.–30. ledna 2022            | 3    | Francie Norsko Španělsko                                                                  |
| Mistrovství Asie 2022                      | 18.–31. ledna 2022            | 5    | Bahrajn Írán Katar Saúdská Arábie Jižní Korea                                             |
| Panamerické mistrovství 2022               | 25.–29. ledna 2022            | 4    | Argentina Brazílie Chile Uruguay                                                          |
| Evropská kvalifikace                       | 7. listopadu – 16. dubna 2022 | 9    | Belgie Chorvatsko Německo Maďarsko Island Černá Hora Severní Makedonie Portugalsko Srbsko |
| Mistrovství Severní Ameriky a Oceánie 2022 | 26.–30. června 2022           | 1    | Spojené státy                                                                             |
| Mistrovství Afriky 2022                    | 11.–18. července 2022         | 5    | Alžírsko Kapverdy Egypt Maroko Tunisko                                                    |
| Divoká karta                               | 28. června 2022               | 1+1  | Nizozemsko Slovinsko                                                                      |

## Rozlosování
Rozlosování se uskutečnilo 2. července 2022 v polských Katovicích.

### Nasazení
| Nasazení dle výkonnostních košů                              | Nasazení dle výkonnostních košů                                                  | Nasazení dle výkonnostních košů                                        | Nasazení dle výkonnostních košů                                              |
| 1. koš                                                       | 2. koš                                                                           | 3. koš                                                                 | 4. koš                                                                       |
| ------------------------------------------------------------ | -------------------------------------------------------------------------------- | ---------------------------------------------------------------------- | ---------------------------------------------------------------------------- |
| Dánsko Švédsko Španělsko Francie Norsko Island Německo Egypt | Katar Chorvatsko Belgie Brazílie Portugalsko Polsko Černá Hora Severní Makedonie | Srbsko Maďarsko Argentina Bahrajn Saúdská Arábie Kapverdy Chile Maroko | Uruguay Tunisko Alžírsko Írán Jižní Korea Spojené státy Nizozemsko Slovinsko |

## Předkolo
Všechny časy jsou místní (UTC+1).

### Skupina A
| Poř. | tým        | Z | V | R | P | VB | OB | +/− | B | výsledek                     |
| ---- | ---------- | - | - | - | - | -- | -- | --- | - | ---------------------------- |
| 1.   | Španělsko  | 3 | 3 | 0 | 0 | 99 | 73 | +26 | 6 | Hlavní fáze – skupina I      |
| 2.   | Černá Hora | 3 | 2 | 0 | 1 | 94 | 94 | 0   | 4 | Hlavní fáze – skupina I      |
| 3.   | Írán       | 3 | 1 | 0 | 2 | 78 | 92 | -15 | 2 | Hlavní fáze – skupina I      |
| 4.   | Chile      | 3 | 0 | 0 | 3 | 83 | 94 | -11 | 0 | Prezidentský pohár skupina I |

### Zápasy
| 12. ledna 2023 18:00 | Chile   | 24–25 | Írán | Tauron Arena, Krakov Počet diváků: 1 007 Rozhodčí: A. Konjičanin, D. Konjičanin |
| 12. ledna 2023 18:00 | (11–13) |       |      | Tauron Arena, Krakov Počet diváků: 1 007 Rozhodčí: A. Konjičanin, D. Konjičanin |
| 12. ledna 2023 18:00 | Report  |       |      | Tauron Arena, Krakov Počet diváků: 1 007 Rozhodčí: A. Konjičanin, D. Konjičanin |

| 12. ledna 2023 20:30 | Španělsko | 30–25 | Černá Hora | Tauron Arena, Krakov Počet diváků: 1 808 Rozhodčí: Brunner, Salah |
| 12. ledna 2023 20:30 | (15–12)   |       |            | Tauron Arena, Krakov Počet diváků: 1 808 Rozhodčí: Brunner, Salah |
| 12. ledna 2023 20:30 | Report    |       |            | Tauron Arena, Krakov Počet diváků: 1 808 Rozhodčí: Brunner, Salah |

| 14. ledna 2023 18:00 | Černá Hora | 34–31 | Írán | Tauron Arena, Krakov Počet diváků: 2 600 Rozhodčí: Fonseca, Santos |
| 14. ledna 2023 18:00 | (19–16)    |       |      | Tauron Arena, Krakov Počet diváků: 2 600 Rozhodčí: Fonseca, Santos |
| 14. ledna 2023 18:00 | Report     |       |      | Tauron Arena, Krakov Počet diváků: 2 600 Rozhodčí: Fonseca, Santos |

| 14. ledna 2023 20:30 | Španělsko | 34–26 | Chile | Tauron Arena, Krakov Počet diváků: 3 150 Rozhodčí: Emam, Hedaia |
| 14. ledna 2023 20:30 | (18–15)   |       |       | Tauron Arena, Krakov Počet diváků: 3 150 Rozhodčí: Emam, Hedaia |
| 14. ledna 2023 20:30 | Report    |       |       | Tauron Arena, Krakov Počet diváků: 3 150 Rozhodčí: Emam, Hedaia |

| 16. ledna 2023 18:00 | Černá Hora | 35–33 | Chile | Tauron Arena, Krakov Počet diváků: 1 100 Rozhodčí: Özdeniz, Erdoğan |
| 16. ledna 2023 18:00 | (20–18)    |       |       | Tauron Arena, Krakov Počet diváků: 1 100 Rozhodčí: Özdeniz, Erdoğan |
| 16. ledna 2023 18:00 | Report     |       |       | Tauron Arena, Krakov Počet diváků: 1 100 Rozhodčí: Özdeniz, Erdoğan |

| 16. ledna 2023 20:30 | Írán    | 22–35 | Španělsko | Tauron Arena, Krakov Počet diváků: 1 403 Rozhodčí: Koo, Lee |
| 16. ledna 2023 20:30 | (11–21) |       |           | Tauron Arena, Krakov Počet diváků: 1 403 Rozhodčí: Koo, Lee |
| 16. ledna 2023 20:30 | Report  |       |           | Tauron Arena, Krakov Počet diváků: 1 403 Rozhodčí: Koo, Lee |

### Skupina B
| Poř. | tým            | Z | V | R | P | VB  | OB  | +/− | B | výsledek                     |
| ---- | -------------- | - | - | - | - | --- | --- | --- | - | ---------------------------- |
| 1.   | Francie        | 3 | 3 | 0 | 0 | 102 | 78  | +24 | 6 | Hlavní fáze – skupina I      |
| 2.   | Slovinsko      | 3 | 2 | 0 | 1 | 96  | 77  | +19 | 4 | Hlavní fáze – skupina I      |
| 3.   | Polsko         | 3 | 1 | 0 | 2 | 74  | 82  | -8  | 2 | Hlavní fáze – skupina I      |
| 4.   | Saúdská Arábie | 3 | 0 | 0 | 3 | 66  | 101 | -35 | 0 | Prezidentský pohár skupina I |

### Zápasy
| 11. ledna 2023 21:00 | Francie | 26–24 | Polsko | Spodek, Katovice Počet diváků: 9 999 Rozhodčí: Kurtagic, Wetterwik |
| 11. ledna 2023 21:00 | (14–13) |       |        | Spodek, Katovice Počet diváků: 9 999 Rozhodčí: Kurtagic, Wetterwik |
| 11. ledna 2023 21:00 | Report  |       |        | Spodek, Katovice Počet diváků: 9 999 Rozhodčí: Kurtagic, Wetterwik |

| 12. ledna 2023 18:00 | Saúdská Arábie | 19–33 | Slovinsko | Spodek, Katovice Počet diváků: 1 371 Rozhodčí: Erdoğan, Özdeniz |
| 12. ledna 2023 18:00 | (8–16)         |       |           | Spodek, Katovice Počet diváků: 1 371 Rozhodčí: Erdoğan, Özdeniz |
| 12. ledna 2023 18:00 | Report         |       |           | Spodek, Katovice Počet diváků: 1 371 Rozhodčí: Erdoğan, Özdeniz |

| 14. ledna 2023 18:00 | Francie | 41–23 | Saúdská Arábie | Spodek, Katovice Počet diváků: 6 200 Rozhodčí: Koo, Lee |
| 14. ledna 2023 18:00 | (24–14) |       |                | Spodek, Katovice Počet diváků: 6 200 Rozhodčí: Koo, Lee |
| 14. ledna 2023 18:00 | Report  |       |                | Spodek, Katovice Počet diváků: 6 200 Rozhodčí: Koo, Lee |

| 14. ledna 2023 20:30 | Polsko  | 23–32 | Slovinsko | Spodek, Katovice Počet diváků: 9 999 Rozhodčí: Horáček, Novotný |
| 14. ledna 2023 20:30 | (11–17) |       |           | Spodek, Katovice Počet diváků: 9 999 Rozhodčí: Horáček, Novotný |
| 14. ledna 2023 20:30 | Report  |       |           | Spodek, Katovice Počet diváků: 9 999 Rozhodčí: Horáček, Novotný |

| 16. ledna 2023 18:00 | Slovinsko | 31–35 | Francie | Spodek, Katovice Počet diváků: 6 400 Rozhodčí: Brunner, Salah |
| 16. ledna 2023 18:00 | (14–16)   |       |         | Spodek, Katovice Počet diváků: 6 400 Rozhodčí: Brunner, Salah |
| 16. ledna 2023 18:00 | Report    |       |         | Spodek, Katovice Počet diváků: 6 400 Rozhodčí: Brunner, Salah |

| 16. ledna 2023 20:30 | Polsko  | 27–24 | Saúdská Arábie | Spodek, Katovice Počet diváků: 9 999 Rozhodčí: Santos, Fonseca |
| 16. ledna 2023 20:30 | (13–12) |       |                | Spodek, Katovice Počet diváků: 9 999 Rozhodčí: Santos, Fonseca |
| 16. ledna 2023 20:30 | Report  |       |                | Spodek, Katovice Počet diváků: 9 999 Rozhodčí: Santos, Fonseca |

### Skupina C
| Poř. | tým      | Z | V | R | P | VB  | OB  | +/− | B | výsledek                     |
| ---- | -------- | - | - | - | - | --- | --- | --- | - | ---------------------------- |
| 1.   | Švédsko  | 3 | 3 | 0 | 0 | 107 | 57  | +50 | 6 | Hlavní fáze – skupina II     |
| 2.   | Brazílie | 3 | 2 | 0 | 1 | 83  | 78  | +5  | 4 | Hlavní fáze – skupina II     |
| 3.   | Kapverdy | 3 | 1 | 0 | 2 | 88  | 89  | -1  | 2 | Hlavní fáze – skupina II     |
| 4.   | Uruguay  | 3 | 0 | 0 | 3 | 61  | 115 | -54 | 0 | Prezidentský pohár skupina I |

### Zápasy
| 12. ledna 2023 18:00 | Kapverdy | 33–25 | Uruguay | Scandinavium, Göteborg Počet diváků: 6 312 Rozhodčí: Merz, Kuttler |
| 12. ledna 2023 18:00 | (17–11)  |       |         | Scandinavium, Göteborg Počet diváků: 6 312 Rozhodčí: Merz, Kuttler |
| 12. ledna 2023 18:00 | Report   |       |         | Scandinavium, Göteborg Počet diváků: 6 312 Rozhodčí: Merz, Kuttler |

| 12. ledna 2023 20:30 | Švédsko | 26–18 | Brazílie | Scandinavium, Göteborg Počet diváků: 11 627 Rozhodčí: Lah, Sok |
| 12. ledna 2023 20:30 | (11–9)  |       |          | Scandinavium, Göteborg Počet diváků: 11 627 Rozhodčí: Lah, Sok |
| 12. ledna 2023 20:30 | Report  |       |          | Scandinavium, Göteborg Počet diváků: 11 627 Rozhodčí: Lah, Sok |

| 14. ledna 2023 18:00 | Brazílie | 35–24 | Uruguay | Scandinavium, Göteborg Počet diváků: 7 697 Rozhodčí: Sekulić, Jovandić |
| 14. ledna 2023 18:00 | (19–10)  |       |         | Scandinavium, Göteborg Počet diváků: 7 697 Rozhodčí: Sekulić, Jovandić |
| 14. ledna 2023 18:00 | Report   |       |         | Scandinavium, Göteborg Počet diváků: 7 697 Rozhodčí: Sekulić, Jovandić |

| 14. ledna 2023 20:30 | Švédsko | 34–27 | Kapverdy | Scandinavium, Göteborg Počet diváků: 11 750 Rozhodčí: K. Gasmi, R. Gasmi |
| 14. ledna 2023 20:30 | (19–8)  |       |          | Scandinavium, Göteborg Počet diváků: 11 750 Rozhodčí: K. Gasmi, R. Gasmi |
| 14. ledna 2023 20:30 | Report  |       |          | Scandinavium, Göteborg Počet diváků: 11 750 Rozhodčí: K. Gasmi, R. Gasmi |

| 16. ledna 2023 18:00 | Brazílie | 30–28 | Kapverdy | Scandinavium, Göteborg Počet diváků: 5 191 Rozhodčí: Kleven, Jørum |
| 16. ledna 2023 18:00 | (17–15)  |       |          | Scandinavium, Göteborg Počet diváků: 5 191 Rozhodčí: Kleven, Jørum |
| 16. ledna 2023 18:00 | Report   |       |          | Scandinavium, Göteborg Počet diváků: 5 191 Rozhodčí: Kleven, Jørum |

| 16. ledna 2023 20:30 | Uruguay | 12–47 | Švédsko | Scandinavium, Göteborg Počet diváků: 9 051 Rozhodčí: Belkhiri, Hamidi |
| 16. ledna 2023 20:30 | (8–25)  |       |         | Scandinavium, Göteborg Počet diváků: 9 051 Rozhodčí: Belkhiri, Hamidi |
| 16. ledna 2023 20:30 | Report  |       |         | Scandinavium, Göteborg Počet diváků: 9 051 Rozhodčí: Belkhiri, Hamidi |

### Skupina D
| Poř. | tým         | Z | V | R | P | VB | OB  | +/− | B | výsledek                     |
| ---- | ----------- | - | - | - | - | -- | --- | --- | - | ---------------------------- |
| 1.   | Portugalsko | 3 | 2 | 0 | 1 | 85 | 74  | +11 | 4 | Hlavní fáze – skupina II     |
| 2.   | Island      | 3 | 2 | 0 | 1 | 96 | 81  | +15 | 4 | Hlavní fáze – skupina II     |
| 3.   | Maďarsko    | 3 | 2 | 0 | 1 | 85 | 82  | +3  | 4 | Hlavní fáze – skupina II     |
| 4.   | Jižní Korea | 3 | 0 | 0 | 3 | 76 | 105 | -29 | 0 | Prezidentský pohár skupina I |

### Zápasy
| 12. ledna 2023 18:00 | Maďarsko | 35–27 | Jižní Korea | Kristianstad Arena, Kristianstad Počet diváků: 2 738 Rozhodčí: Belkhiri, Hamidi |
| 12. ledna 2023 18:00 | (21–11)  |       |             | Kristianstad Arena, Kristianstad Počet diváků: 2 738 Rozhodčí: Belkhiri, Hamidi |
| 12. ledna 2023 18:00 | Report   |       |             | Kristianstad Arena, Kristianstad Počet diváků: 2 738 Rozhodčí: Belkhiri, Hamidi |

| 12. ledna 2023 20:30 | Island  | 30–26 | Portugalsko | Kristianstad Arena, Kristianstad Počet diváků: 2 738 Rozhodčí: Schulze, Tönnies |
| 12. ledna 2023 20:30 | (15–15) |       |             | Kristianstad Arena, Kristianstad Počet diváků: 2 738 Rozhodčí: Schulze, Tönnies |
| 12. ledna 2023 20:30 | Report  |       |             | Kristianstad Arena, Kristianstad Počet diváků: 2 738 Rozhodčí: Schulze, Tönnies |

| 14. ledna 2023 18:00 | Portugalsko | 32–24 | Jižní Korea | Kristianstad Arena, Kristianstad Počet diváků: 4 615 Rozhodčí: Pavićević, Ražnatović |
| 14. ledna 2023 18:00 | (15–12)     |       |             | Kristianstad Arena, Kristianstad Počet diváků: 4 615 Rozhodčí: Pavićević, Ražnatović |
| 14. ledna 2023 18:00 | Report      |       |             | Kristianstad Arena, Kristianstad Počet diváků: 4 615 Rozhodčí: Pavićević, Ražnatović |

| 14. ledna 2023 20:30 | Island  | 28–30 | Maďarsko | Kristianstad Arena, Kristianstad Počet diváků: 4 615 Rozhodčí: C. Bonaventura, J. Bonaventura |
| 14. ledna 2023 20:30 | (17–12) |       |          | Kristianstad Arena, Kristianstad Počet diváků: 4 615 Rozhodčí: C. Bonaventura, J. Bonaventura |
| 14. ledna 2023 20:30 | Report  |       |          | Kristianstad Arena, Kristianstad Počet diváků: 4 615 Rozhodčí: C. Bonaventura, J. Bonaventura |

| 16. ledna 2023 18:00 | Jižní Korea | 25–38 | Island | Kristianstad Arena, Kristianstad Počet diváků: 3 608 Rozhodčí: Merz, Kuttler |
| 16. ledna 2023 18:00 | (13–19)     |       |        | Kristianstad Arena, Kristianstad Počet diváků: 3 608 Rozhodčí: Merz, Kuttler |
| 16. ledna 2023 18:00 | Report      |       |        | Kristianstad Arena, Kristianstad Počet diváků: 3 608 Rozhodčí: Merz, Kuttler |

| 16. ledna 2023 20:30 | Portugalsko | 27–20 | Maďarsko | Kristianstad Arena, Kristianstad Počet diváků: 3 608 Rozhodčí: Nachevski, Nikolov |
| 16. ledna 2023 20:30 | (16–9)      |       |          | Kristianstad Arena, Kristianstad Počet diváků: 3 608 Rozhodčí: Nachevski, Nikolov |
| 16. ledna 2023 20:30 | Report      |       |          | Kristianstad Arena, Kristianstad Počet diváků: 3 608 Rozhodčí: Nachevski, Nikolov |

### Skupina E
| Poř. | tým      | Z | V | R | P | VB  | OB  | +/− | B | výsledek                      |
| ---- | -------- | - | - | - | - | --- | --- | --- | - | ----------------------------- |
| 1.   | Německo  | 3 | 3 | 0 | 0 | 102 | 81  | +21 | 6 | Hlavní fáze – skupina III     |
| 2.   | Srbsko   | 3 | 2 | 0 | 1 | 103 | 85  | +18 | 4 | Hlavní fáze – skupina III     |
| 3.   | Katar    | 3 | 1 | 0 | 2 | 80  | 89  | -9  | 2 | Hlavní fáze – skupina III     |
| 4.   | Alžírsko | 3 | 0 | 0 | 3 | 72  | 102 | -30 | 0 | Prezidentský pohár skupina II |

### Zápasy
| 13. ledna 2023 18:00 | Německo | 31–27 | Katar | Spodek, Katovice Počet diváků: 3 500 Rozhodčí: Milošević, Gubica |
| 13. ledna 2023 18:00 | (18–13) |       |       | Spodek, Katovice Počet diváků: 3 500 Rozhodčí: Milošević, Gubica |
| 13. ledna 2023 18:00 | Report  |       |       | Spodek, Katovice Počet diváků: 3 500 Rozhodčí: Milošević, Gubica |

| 13. ledna 2023 20:30 | Srbsko  | 36–27 | Alžírsko | Spodek, Katovice Počet diváků: 3 500 Rozhodčí: Gatelis, Mažeika |
| 13. ledna 2023 20:30 | (16–13) |       |          | Spodek, Katovice Počet diváků: 3 500 Rozhodčí: Gatelis, Mažeika |
| 13. ledna 2023 20:30 | Report  |       |          | Spodek, Katovice Počet diváků: 3 500 Rozhodčí: Gatelis, Mažeika |

| 15. ledna 2023 18:00 | Německo | 34–33 | Srbsko | Spodek, Katovice Počet diváků: 4 600 Rozhodčí: Hansen, Madsen |
| 15. ledna 2023 18:00 | (19–17) |       |        | Spodek, Katovice Počet diváků: 4 600 Rozhodčí: Hansen, Madsen |
| 15. ledna 2023 18:00 | Report  |       |        | Spodek, Katovice Počet diváků: 4 600 Rozhodčí: Hansen, Madsen |

| 15. ledna 2023 20:30 | Katar   | 29–24 | Alžírsko | Spodek, Katovice Počet diváků: 3 200 Rozhodčí: Emam, Hedaia |
| 15. ledna 2023 20:30 | (12–11) |       |          | Spodek, Katovice Počet diváků: 3 200 Rozhodčí: Emam, Hedaia |
| 15. ledna 2023 20:30 | Report  |       |          | Spodek, Katovice Počet diváků: 3 200 Rozhodčí: Emam, Hedaia |

| 17. ledna 2023 18:00 | Alžírsko | 21–37 | Německo | Spodek, Katovice Počet diváků: 2 350 Rozhodčí: Kiss, Bíró |
| 17. ledna 2023 18:00 | (9–16)   |       |         | Spodek, Katovice Počet diváků: 2 350 Rozhodčí: Kiss, Bíró |
| 17. ledna 2023 18:00 | Report   |       |         | Spodek, Katovice Počet diváků: 2 350 Rozhodčí: Kiss, Bíró |

| 17. ledna 2023 20:30 | Katar   | 24–34 | Srbsko | Spodek, Katovice Počet diváků: 1 800 Rozhodčí: Horáček, Novotný |
| 17. ledna 2023 20:30 | (14–17) |       |        | Spodek, Katovice Počet diváků: 1 800 Rozhodčí: Horáček, Novotný |
| 17. ledna 2023 20:30 | Report  |       |        | Spodek, Katovice Počet diváků: 1 800 Rozhodčí: Horáček, Novotný |

### Skupina F
| Poř. | tým               | Z | V | R | P | VB | OB  | +/− | B | výsledek                      |
| ---- | ----------------- | - | - | - | - | -- | --- | --- | - | ----------------------------- |
| 1.   | Norsko            | 3 | 3 | 0 | 0 | 98 | 74  | +24 | 6 | Hlavní fáze – skupina III     |
| 2.   | Nizozemsko        | 3 | 2 | 0 | 1 | 89 | 70  | +19 | 4 | Hlavní fáze – skupina III     |
| 3.   | Argentina         | 3 | 1 | 0 | 2 | 75 | 87  | -12 | 2 | Hlavní fáze – skupina III     |
| 4.   | Severní Makedonie | 3 | 0 | 0 | 3 | 77 | 108 | -31 | 0 | Prezidentský pohár skupina II |

### Zápasy
| 13. ledna 2023 18:00 | Argentina | 19–29 | Nizozemsko | Tauron Arena, Krakov Počet diváků: 2 418 Rozhodčí: Madsen, Hansen |
| 13. ledna 2023 18:00 | (11–14)   |       |            | Tauron Arena, Krakov Počet diváků: 2 418 Rozhodčí: Madsen, Hansen |
| 13. ledna 2023 18:00 | Report    |       |            | Tauron Arena, Krakov Počet diváků: 2 418 Rozhodčí: Madsen, Hansen |

| 13. ledna 2023 20:30 | Norsko  | 39–27 | Severní Makedonie | Tauron Arena, Krakov Počet diváků: 4 048 Rozhodčí: Bíró, Kiss |
| 13. ledna 2023 20:30 | (18–11) |       |                   | Tauron Arena, Krakov Počet diváků: 4 048 Rozhodčí: Bíró, Kiss |
| 13. ledna 2023 20:30 | Report  |       |                   | Tauron Arena, Krakov Počet diváků: 4 048 Rozhodčí: Bíró, Kiss |

| 15. ledna 2023 18:00 | Severní Makedonie | 24–34 | Nizozemsko | Tauron Arena, Krakov Počet diváků: 3 300 Rozhodčí: Kurtagic, Wetterwik |
| 15. ledna 2023 18:00 | (11–18)           |       |            | Tauron Arena, Krakov Počet diváků: 3 300 Rozhodčí: Kurtagic, Wetterwik |
| 15. ledna 2023 18:00 | Report            |       |            | Tauron Arena, Krakov Počet diváků: 3 300 Rozhodčí: Kurtagic, Wetterwik |

| 15. ledna 2023 20:30 | Norsko  | 32–21 | Argentina | Tauron Arena, Krakov Počet diváků: 3 750 Rozhodčí: A. Konjičanin, D. Konjičanin |
| 15. ledna 2023 20:30 | (16–12) |       |           | Tauron Arena, Krakov Počet diváků: 3 750 Rozhodčí: A. Konjičanin, D. Konjičanin |
| 15. ledna 2023 20:30 | Report  |       |           | Tauron Arena, Krakov Počet diváků: 3 750 Rozhodčí: A. Konjičanin, D. Konjičanin |

| 17. ledna 2023 18:00 | Severní Makedonie | 26–35 | Argentina | Tauron Arena, Krakov Počet diváků: 2 214 Rozhodčí: Mažeika, Gatelis |
| 17. ledna 2023 18:00 | (11–18)           |       |           | Tauron Arena, Krakov Počet diváků: 2 214 Rozhodčí: Mažeika, Gatelis |
| 17. ledna 2023 18:00 | Report            |       |           | Tauron Arena, Krakov Počet diváků: 2 214 Rozhodčí: Mažeika, Gatelis |

| 17. ledna 2023 20:30 | Nizozemsko | 26–27 | Norsko | Tauron Arena, Krakov Počet diváků: 2 750 Rozhodčí: Gubica, Milošević |
| 17. ledna 2023 20:30 | (17–13)    |       |        | Tauron Arena, Krakov Počet diváků: 2 750 Rozhodčí: Gubica, Milošević |
| 17. ledna 2023 20:30 | Report     |       |        | Tauron Arena, Krakov Počet diváků: 2 750 Rozhodčí: Gubica, Milošević |

### Skupina G
| Poř. | tým           | Z | V | R | P | VB | OB  | +/− | B | výsledek                      |
| ---- | ------------- | - | - | - | - | -- | --- | --- | - | ----------------------------- |
| 1.   | Egypt         | 3 | 3 | 0 | 0 | 96 | 57  | +39 | 6 | Hlavní fáze – skupina IV      |
| 2.   | Chorvatsko    | 3 | 2 | 0 | 1 | 98 | 77  | +21 | 4 | Hlavní fáze – skupina IV      |
| 3.   | Spojené státy | 3 | 1 | 0 | 2 | 66 | 102 | -36 | 2 | Hlavní fáze – skupina IV      |
| 4.   | Maroko        | 3 | 0 | 0 | 3 | 70 | 94  | -24 | 0 | Prezidentský pohár skupina II |

### Zápasy
| 13. ledna 2023 18:00 | Maroko  | 27–28 | Spojené státy | Husqvarna Garden, Jönköping Počet diváků: 4 817 Rozhodčí: Kleven, Jørum |
| 13. ledna 2023 18:00 | (12–12) |       |               | Husqvarna Garden, Jönköping Počet diváků: 4 817 Rozhodčí: Kleven, Jørum |
| 13. ledna 2023 18:00 | Report  |       |               | Husqvarna Garden, Jönköping Počet diváků: 4 817 Rozhodčí: Kleven, Jørum |

| 13. ledna 2023 20:30 | Egypt   | 31–22 | Chorvatsko | Husqvarna Garden, Jönköping Počet diváků: 5 200 Rozhodčí: García, Marín |
| 13. ledna 2023 20:30 | (16–12) |       |            | Husqvarna Garden, Jönköping Počet diváků: 5 200 Rozhodčí: García, Marín |
| 13. ledna 2023 20:30 | Report  |       |            | Husqvarna Garden, Jönköping Počet diváků: 5 200 Rozhodčí: García, Marín |

| 15. ledna 2023 18:00 | Egypt  | 30–19 | Maroko | Husqvarna Garden, Jönköping Počet diváků: 3 304 Rozhodčí: Grillo, Lenci |
| 15. ledna 2023 18:00 | (13–9) |       |        | Husqvarna Garden, Jönköping Počet diváků: 3 304 Rozhodčí: Grillo, Lenci |
| 15. ledna 2023 18:00 | Report |       |        | Husqvarna Garden, Jönköping Počet diváků: 3 304 Rozhodčí: Grillo, Lenci |

| 15. ledna 2023 20:30 | Chorvatsko | 40–22 | Spojené státy | Husqvarna Garden, Jönköping Počet diváků: 3 423 Rozhodčí: Paolantoni, García |
| 15. ledna 2023 20:30 | (20–10)    |       |               | Husqvarna Garden, Jönköping Počet diváků: 3 423 Rozhodčí: Paolantoni, García |
| 15. ledna 2023 20:30 | Report     |       |               | Husqvarna Garden, Jönköping Počet diváků: 3 423 Rozhodčí: Paolantoni, García |

| 17. ledna 2023 18:00 | Spojené státy | 16–35 | Egypt | Husqvarna Garden, Jönköping Počet diváků: 2 603 Rozhodčí: Sekulić, Jovandić |
| 17. ledna 2023 18:00 | (7–19)        |       |       | Husqvarna Garden, Jönköping Počet diváků: 2 603 Rozhodčí: Sekulić, Jovandić |
| 17. ledna 2023 18:00 | Report        |       |       | Husqvarna Garden, Jönköping Počet diváků: 2 603 Rozhodčí: Sekulić, Jovandić |

| 17. ledna 2023 20:30 | Chorvatsko | 36–24 | Maroko | Husqvarna Garden, Jönköping Počet diváků: 2 617 Rozhodčí: C. Bonaventura, J. Bonaventura |
| 17. ledna 2023 20:30 | (15–13)    |       |        | Husqvarna Garden, Jönköping Počet diváků: 2 617 Rozhodčí: C. Bonaventura, J. Bonaventura |
| 17. ledna 2023 20:30 | Report     |       |        | Husqvarna Garden, Jönköping Počet diváků: 2 617 Rozhodčí: C. Bonaventura, J. Bonaventura |

### Skupina H
| Poř. | tým     | Z | V | R | P | VB  | OB  | +/− | B | výsledek                      |
| ---- | ------- | - | - | - | - | --- | --- | --- | - | ----------------------------- |
| 1.   | Dánsko  | 3 | 3 | 0 | 0 | 113 | 70  | +43 | 6 | Hlavní fáze – skupina IV      |
| 2.   | Bahrajn | 3 | 1 | 1 | 1 | 78  | 91  | -13 | 3 | Hlavní fáze – skupina IV      |
| 3.   | Belgie  | 3 | 1 | 0 | 2 | 87  | 102 | -15 | 2 | Hlavní fáze – skupina IV      |
| 4.   | Tunisko | 3 | 0 | 1 | 2 | 77  | 92  | -15 | 1 | Prezidentský pohár skupina II |

### Zápasy
| 13. ledna 2023 18:00 | Bahrajn | 27–27 | Tunisko | Malmö Arena, Malmö Počet diváků: 8 870 Rozhodčí: Nachevski, Nikolov |
| 13. ledna 2023 18:00 | (16–15) |       |         | Malmö Arena, Malmö Počet diváků: 8 870 Rozhodčí: Nachevski, Nikolov |
| 13. ledna 2023 18:00 | Report  |       |         | Malmö Arena, Malmö Počet diváků: 8 870 Rozhodčí: Nachevski, Nikolov |

| 13. ledna 2023 20:30 | Dánsko  | 43–28 | Belgie | Malmö Arena, Malmö Počet diváků: 12 426 Rozhodčí: Paolantoni, García |
| 13. ledna 2023 20:30 | (22–15) |       |        | Malmö Arena, Malmö Počet diváků: 12 426 Rozhodčí: Paolantoni, García |
| 13. ledna 2023 20:30 | Report  |       |        | Malmö Arena, Malmö Počet diváků: 12 426 Rozhodčí: Paolantoni, García |

| 15. ledna 2023 18:00 | Belgie  | 31–29 | Tunisko | Malmö Arena, Malmö Počet diváků: 1 023 Rozhodčí: García, Marín |
| 15. ledna 2023 18:00 | (17–16) |       |         | Malmö Arena, Malmö Počet diváků: 1 023 Rozhodčí: García, Marín |
| 15. ledna 2023 18:00 | Report  |       |         | Malmö Arena, Malmö Počet diváků: 1 023 Rozhodčí: García, Marín |

| 15. ledna 2023 20:30 | Dánsko | 36–21 | Bahrajn | Malmö Arena, Malmö Počet diváků: 10 566 Rozhodčí: Schulze, Tönnies |
| 15. ledna 2023 20:30 | (16–9) |       |         | Malmö Arena, Malmö Počet diváků: 10 566 Rozhodčí: Schulze, Tönnies |
| 15. ledna 2023 20:30 | Report |       |         | Malmö Arena, Malmö Počet diváků: 10 566 Rozhodčí: Schulze, Tönnies |

| 17. ledna 2023 18:00 | Belgie  | 28–30 | Bahrajn | Malmö Arena, Malmö Počet diváků: 9 350 Rozhodčí: Grillo, Lenci |
| 17. ledna 2023 18:00 | (12–15) |       |         | Malmö Arena, Malmö Počet diváků: 9 350 Rozhodčí: Grillo, Lenci |
| 17. ledna 2023 18:00 | Report  |       |         | Malmö Arena, Malmö Počet diváků: 9 350 Rozhodčí: Grillo, Lenci |

| 17. ledna 2023 20:30 | Tunisko | 21–34 | Dánsko | Malmö Arena, Malmö Počet diváků: 10 143 Rozhodčí: Pavićević, Ražnatović |
| 17. ledna 2023 20:30 | (14–19) |       |        | Malmö Arena, Malmö Počet diváků: 10 143 Rozhodčí: Pavićević, Ražnatović |
| 17. ledna 2023 20:30 | Report  |       |        | Malmö Arena, Malmö Počet diváků: 10 143 Rozhodčí: Pavićević, Ražnatović |

## Prezidentský pohár
Všechny časy jsou místní (UTC+1).

### Skupina I
| Poř. | tým            | Z | V | R | P | VB | OB | +/− | B | výsledek    |
| ---- | -------------- | - | - | - | - | -- | -- | --- | - | ----------- |
| 1.   | Chile          | 3 | 3 | 0 | 0 | 93 | 73 | +20 | 6 | O 25. místo |
| 2.   | Jižní Korea    | 3 | 2 | 0 | 1 | 97 | 86 | +11 | 4 | O 27. místo |
| 3.   | Saúdská Arábie | 3 | 1 | 0 | 2 | 74 | 87 | -13 | 2 | O 29. místo |
| 4.   | Uruguay        | 3 | 0 | 0 | 3 | 81 | 99 | -18 | 0 | O 31. místo |

### Zápasy
| 18. ledna 2023 15:30 | Chile   | 26–23 | Saúdská Arábie | Orlen Arena, Płock Počet diváků: 600 Rozhodčí: Özdeniz, Erdoğan |
| 18. ledna 2023 15:30 | (12–13) |       |                | Orlen Arena, Płock Počet diváků: 600 Rozhodčí: Özdeniz, Erdoğan |
| 18. ledna 2023 15:30 | Report  |       |                | Orlen Arena, Płock Počet diváků: 600 Rozhodčí: Özdeniz, Erdoğan |

| 18. ledna 2023 18:00 | Uruguay | 30–37 | Jižní Korea | Orlen Arena, Płock Počet diváků: 800 Rozhodčí: Emam, Hedaia |
| 18. ledna 2023 18:00 | (15–23) |       |             | Orlen Arena, Płock Počet diváků: 800 Rozhodčí: Emam, Hedaia |
| 18. ledna 2023 18:00 | Report  |       |             | Orlen Arena, Płock Počet diváků: 800 Rozhodčí: Emam, Hedaia |

| 20. ledna 2023 15:30 | Chile   | 34–24 | Uruguay | Orlen Arena, Płock Počet diváků: 600 Rozhodčí: García, Paolantoni |
| 20. ledna 2023 15:30 | (17–13) |       |         | Orlen Arena, Płock Počet diváků: 600 Rozhodčí: García, Paolantoni |
| 20. ledna 2023 15:30 | Report  |       |         | Orlen Arena, Płock Počet diváků: 600 Rozhodčí: García, Paolantoni |

| 20. ledna 2023 18:00 | Saúdská Arábie | 23–34 | Jižní Korea | Orlen Arena, Płock Počet diváků: 1 200 Rozhodčí: Santos, Fonseca |
| 20. ledna 2023 18:00 | (12–17)        |       |             | Orlen Arena, Płock Počet diváků: 1 200 Rozhodčí: Santos, Fonseca |
| 20. ledna 2023 18:00 | Report         |       |             | Orlen Arena, Płock Počet diváků: 1 200 Rozhodčí: Santos, Fonseca |

| 22. ledna 2023 13:00 | Jižní Korea | 26–33 | Chile | Orlen Arena, Płock Počet diváků: 650 Rozhodčí: Merz, Kuttler |
| 22. ledna 2023 13:00 | (16–16)     |       |       | Orlen Arena, Płock Počet diváků: 650 Rozhodčí: Merz, Kuttler |
| 22. ledna 2023 13:00 | Report      |       |       | Orlen Arena, Płock Počet diváků: 650 Rozhodčí: Merz, Kuttler |

| 22. ledna 2023 15:30 | Saúdská Arábie | 28–27 | Uruguay | Orlen Arena, Płock Počet diváků: 1 250 Rozhodčí: Emam, Hedaia |
| 22. ledna 2023 15:30 | (15–14)        |       |         | Orlen Arena, Płock Počet diváků: 1 250 Rozhodčí: Emam, Hedaia |
| 22. ledna 2023 15:30 | Report         |       |         | Orlen Arena, Płock Počet diváků: 1 250 Rozhodčí: Emam, Hedaia |

### Skupina II
| Poř. | tým               | Z | V | R | P | VB  | OB | +/− | B | výsledek    |
| ---- | ----------------- | - | - | - | - | --- | -- | --- | - | ----------- |
| 1.   | Tunisko           | 3 | 3 | 0 | 0 | 93  | 78 | +15 | 6 | O 25. místo |
| 2.   | Severní Makedonie | 3 | 2 | 0 | 1 | 108 | 83 | +25 | 4 | O 27. místo |
| 3.   | Maroko            | 3 | 1 | 0 | 2 | 78  | 97 | -19 | 2 | O 29. místo |
| 4.   | Alžírsko          | 3 | 0 | 0 | 3 | 77  | 98 | -21 | 0 | O 31. místo |

### Zápasy
| 19. ledna 2023 15:30 | Alžírsko | 25–40 | Severní Makedonie | Orlen Arena, Płock Počet diváků: 600 Rozhodčí: Koo, Lee |
| 19. ledna 2023 15:30 | (11–19)  |       |                   | Orlen Arena, Płock Počet diváků: 600 Rozhodčí: Koo, Lee |
| 19. ledna 2023 15:30 | Report   |       |                   | Orlen Arena, Płock Počet diváků: 600 Rozhodčí: Koo, Lee |

| 19. ledna 2023 18:00 | Maroko  | 25–30 | Tunisko | Orlen Arena, Płock Počet diváků: 800 Rozhodčí: Santos, Fonseca |
| 19. ledna 2023 18:00 | (13–13) |       |         | Orlen Arena, Płock Počet diváků: 800 Rozhodčí: Santos, Fonseca |
| 19. ledna 2023 18:00 | Report  |       |         | Orlen Arena, Płock Počet diváků: 800 Rozhodčí: Santos, Fonseca |

| 21. ledna 2023 15:30 | Alžírsko | 27–28 | Maroko | Orlen Arena, Płock Počet diváků: 900 Rozhodčí: Erdoğan, Özdeniz |
| 21. ledna 2023 15:30 | (15–13)  |       |        | Orlen Arena, Płock Počet diváků: 900 Rozhodčí: Erdoğan, Özdeniz |
| 21. ledna 2023 15:30 | Report   |       |        | Orlen Arena, Płock Počet diváků: 900 Rozhodčí: Erdoğan, Özdeniz |

| 21. ledna 2023 18:00 | Severní Makedonie | 28–33 | Tunisko | Orlen Arena, Płock Počet diváků: 1 300 Rozhodčí: Paolantoni, García |
| 21. ledna 2023 18:00 | (14–16)           |       |         | Orlen Arena, Płock Počet diváků: 1 300 Rozhodčí: Paolantoni, García |
| 21. ledna 2023 18:00 | Report            |       |         | Orlen Arena, Płock Počet diváků: 1 300 Rozhodčí: Paolantoni, García |

| 23. ledna 2023 15:30 | Tunisko | 30–25 | Alžírsko | Orlen Arena, Płock Počet diváků: 800 Rozhodčí: Grillo, Lenci |
| 23. ledna 2023 15:30 | (15–12) |       |          | Orlen Arena, Płock Počet diváků: 800 Rozhodčí: Grillo, Lenci |
| 23. ledna 2023 15:30 | Report  |       |          | Orlen Arena, Płock Počet diváků: 800 Rozhodčí: Grillo, Lenci |

| 23. ledna 2023 18:00 | Severní Makedonie | 40–25 | Maroko | Orlen Arena, Płock Počet diváků: 1 050 Rozhodčí: Koo, Lee |
| 23. ledna 2023 18:00 | (18–12)           |       |        | Orlen Arena, Płock Počet diváků: 1 050 Rozhodčí: Koo, Lee |
| 23. ledna 2023 18:00 | Report            |       |        | Orlen Arena, Płock Počet diváků: 1 050 Rozhodčí: Koo, Lee |

### O 31. místo
| 25. ledna 2023 13:00 | Uruguay | 33–34 | Alžírsko | Orlen Arena, Płock Počet diváků: 1 050 Rozhodčí: Lee, Koo |
| 25. ledna 2023 13:00 | (17–16) |       |          | Orlen Arena, Płock Počet diváků: 1 050 Rozhodčí: Lee, Koo |
| 25. ledna 2023 13:00 | Report  |       |          | Orlen Arena, Płock Počet diváků: 1 050 Rozhodčí: Lee, Koo |

### O 29. místo
| 25. ledna 2023 15:30 | Saúdská Arábie | 32–30 | Maroko | Orlen Arena, Płock Počet diváků: 1 050 Rozhodčí: Merz, Kuttler |
| 25. ledna 2023 15:30 | (18–11)        |       |        | Orlen Arena, Płock Počet diváků: 1 050 Rozhodčí: Merz, Kuttler |
| 25. ledna 2023 15:30 | Report         |       |        | Orlen Arena, Płock Počet diváků: 1 050 Rozhodčí: Merz, Kuttler |

### O 27. místo
| 25. ledna 2023 18:00 | Jižní Korea | 33–36 | Severní Makedonie | Orlen Arena, Płock Počet diváků: 1 400 Rozhodčí: Grillo, Lenci |
| 25. ledna 2023 18:00 | (19–20)     |       |                   | Orlen Arena, Płock Počet diváků: 1 400 Rozhodčí: Grillo, Lenci |
| 25. ledna 2023 18:00 | Report      |       |                   | Orlen Arena, Płock Počet diváků: 1 400 Rozhodčí: Grillo, Lenci |

### O 25. místo
| 25. ledna 2023 20:30 | Chile   | 26–38 | Tunisko | Orlen Arena, Płock Počet diváků: 2 000 Rozhodčí: Sekulić, Jovandić |
| 25. ledna 2023 20:30 | (10–24) |       |         | Orlen Arena, Płock Počet diváků: 2 000 Rozhodčí: Sekulić, Jovandić |
| 25. ledna 2023 20:30 | Report  |       |         | Orlen Arena, Płock Počet diváků: 2 000 Rozhodčí: Sekulić, Jovandić |

## Hlavní fáze
Všechny časy jsou místní (UTC+1).

### Skupina I
Výsledky ze skupin A a B byly přeneseny.
| Poř. | tým        | Z | V | R | P | VB  | OB  | +/− | B  | výsledek    |
| ---- | ---------- | - | - | - | - | --- | --- | --- | -- | ----------- |
| 1.   | Francie    | 5 | 5 | 0 | 0 | 165 | 134 | +31 | 10 | Čtvrtfinále |
| 2.   | Španělsko  | 5 | 4 | 0 | 1 | 149 | 124 | +25 | 8  | Čtvrtfinále |
| 3.   | Slovinsko  | 5 | 3 | 0 | 2 | 158 | 133 | +25 | 6  |             |
| 4.   | Polsko     | 5 | 2 | 0 | 3 | 123 | 127 | -4  | 4  |             |
| 5.   | Černá Hora | 5 | 1 | 0 | 4 | 126 | 154 | -28 | 2  |             |
| 6.   | Írán       | 5 | 0 | 0 | 5 | 125 | 174 | -49 | 0  |             |

### Zápasy
| 18. ledna 2023 15:30 | Írán   | 21–38 | Slovinsko | Tauron Arena, Krakov Počet diváků: 1 206 Rozhodčí: Bíró, Kiss |
| 18. ledna 2023 15:30 | (9–20) |       |           | Tauron Arena, Krakov Počet diváků: 1 206 Rozhodčí: Bíró, Kiss |
| 18. ledna 2023 15:30 | Report |       |           | Tauron Arena, Krakov Počet diváků: 1 206 Rozhodčí: Bíró, Kiss |

| 18. ledna 2023 18:00 | Francie | 35–24 | Černá Hora | Tauron Arena, Krakov Počet diváků: 2 411 Rozhodčí: Kurtagic, Wetterwik |
| 18. ledna 2023 18:00 | (16–13) |       |            | Tauron Arena, Krakov Počet diváků: 2 411 Rozhodčí: Kurtagic, Wetterwik |
| 18. ledna 2023 18:00 | Report  |       |            | Tauron Arena, Krakov Počet diváků: 2 411 Rozhodčí: Kurtagic, Wetterwik |

| 18. ledna 2023 20:30 | Španělsko | 27–23 | Polsko | Tauron Arena, Krakov Počet diváků: 7 030 Rozhodčí: Hansen, Madsen |
| 18. ledna 2023 20:30 | (16–15)   |       |        | Tauron Arena, Krakov Počet diváků: 7 030 Rozhodčí: Hansen, Madsen |
| 18. ledna 2023 20:30 | Report    |       |        | Tauron Arena, Krakov Počet diváků: 7 030 Rozhodčí: Hansen, Madsen |

| 20. ledna 2023 15:30 | Slovinsko | 26–31 | Španělsko | Tauron Arena, Krakov Počet diváků: 2 100 Rozhodčí: Kurtagic, Wetterwik |
| 20. ledna 2023 15:30 | (15–15)   |       |           | Tauron Arena, Krakov Počet diváků: 2 100 Rozhodčí: Kurtagic, Wetterwik |
| 20. ledna 2023 15:30 | Report    |       |           | Tauron Arena, Krakov Počet diváků: 2 100 Rozhodčí: Kurtagic, Wetterwik |

| 20. ledna 2023 18:00 | Írán    | 29–41 | Francie | Tauron Arena, Krakov Počet diváků: 4 150 Rozhodčí: Gubica, Milošević |
| 20. ledna 2023 18:00 | (14–18) |       |         | Tauron Arena, Krakov Počet diváků: 4 150 Rozhodčí: Gubica, Milošević |
| 20. ledna 2023 18:00 | Report  |       |         | Tauron Arena, Krakov Počet diváků: 4 150 Rozhodčí: Gubica, Milošević |

| 20. ledna 2023 20:30 | Černá Hora | 20–27 | Polsko | Tauron Arena, Krakov Počet diváků: 9 087 Rozhodčí: Brunner, Salah |
| 20. ledna 2023 20:30 | (8–11)     |       |        | Tauron Arena, Krakov Počet diváků: 9 087 Rozhodčí: Brunner, Salah |
| 20. ledna 2023 20:30 | Report     |       |        | Tauron Arena, Krakov Počet diváků: 9 087 Rozhodčí: Brunner, Salah |

| 22. ledna 2023 15:30 | Černá Hora | 23–31 | Slovinsko | Tauron Arena, Krakov Počet diváků: 3 200 Rozhodčí: Gubica, Milošević |
| 22. ledna 2023 15:30 | (8–15)     |       |           | Tauron Arena, Krakov Počet diváků: 3 200 Rozhodčí: Gubica, Milošević |
| 22. ledna 2023 15:30 | Report     |       |           | Tauron Arena, Krakov Počet diváků: 3 200 Rozhodčí: Gubica, Milošević |

| 22. ledna 2023 18:00 | Írán    | 22–26 | Polsko | Tauron Arena, Krakov Počet diváků: 11 221 Rozhodčí: Gatelis, Mažeika |
| 22. ledna 2023 18:00 | (10–16) |       |        | Tauron Arena, Krakov Počet diváků: 11 221 Rozhodčí: Gatelis, Mažeika |
| 22. ledna 2023 18:00 | Report  |       |        | Tauron Arena, Krakov Počet diváků: 11 221 Rozhodčí: Gatelis, Mažeika |

| 22. ledna 2023 21:00 | Španělsko | 26–28 | Francie | Tauron Arena, Krakov Počet diváků: 7 000 Rozhodčí: Nachevski, Nikolov |
| 22. ledna 2023 21:00 | (13–13)   |       |         | Tauron Arena, Krakov Počet diváků: 7 000 Rozhodčí: Nachevski, Nikolov |
| 22. ledna 2023 21:00 | Report    |       |         | Tauron Arena, Krakov Počet diváků: 7 000 Rozhodčí: Nachevski, Nikolov |

### Skupina II
Výsledky ze skupin C a D byly přeneseny.
| Poř. | tým         | Z | V | R | P | VB  | OB  | +/− | B  | výsledek    |
| ---- | ----------- | - | - | - | - | --- | --- | --- | -- | ----------- |
| 1.   | Švédsko     | 5 | 5 | 0 | 0 | 164 | 133 | +31 | 10 | Čtvrtfinále |
| 2.   | Maďarsko    | 5 | 3 | 0 | 2 | 148 | 147 | +1  | 6  | Čtvrtfinále |
| 3.   | Island      | 5 | 3 | 0 | 2 | 169 | 158 | +11 | 6  |             |
| 4.   | Portugalsko | 5 | 2 | 1 | 2 | 146 | 133 | +13 | 5  |             |
| 5.   | Brazílie    | 5 | 1 | 1 | 3 | 138 | 151 | -13 | 3  |             |
| 6.   | Kapverdy    | 5 | 0 | 0 | 5 | 138 | 181 | -43 | 0  |             |

### Zápasy
| 18. ledna 2023 15:30 | Portugalsko | 28–28 | Brazílie | Scandinavium, Göteborg Počet diváků: 2 301 Rozhodčí: C. Bonaventura, J. Bonaventura |
| 18. ledna 2023 15:30 | (12–11)     |       |          | Scandinavium, Göteborg Počet diváků: 2 301 Rozhodčí: C. Bonaventura, J. Bonaventura |
| 18. ledna 2023 15:30 | Report      |       |          | Scandinavium, Göteborg Počet diváků: 2 301 Rozhodčí: C. Bonaventura, J. Bonaventura |

| 18. ledna 2023 18:00 | Kapverdy | 30–40 | Island | Scandinavium, Göteborg Počet diváků: 5 723 Rozhodčí: Belkhiri, Hamidi |
| 18. ledna 2023 18:00 | (13–18)  |       |        | Scandinavium, Göteborg Počet diváků: 5 723 Rozhodčí: Belkhiri, Hamidi |
| 18. ledna 2023 18:00 | Report   |       |        | Scandinavium, Göteborg Počet diváků: 5 723 Rozhodčí: Belkhiri, Hamidi |

| 18. ledna 2023 20:30 | Švédsko | 37–28 | Maďarsko | Scandinavium, Göteborg Počet diváků: 9 256 Rozhodčí: Schulze, Tönnies |
| 18. ledna 2023 20:30 | (18–14) |       |          | Scandinavium, Göteborg Počet diváků: 9 256 Rozhodčí: Schulze, Tönnies |
| 18. ledna 2023 20:30 | Report  |       |          | Scandinavium, Göteborg Počet diváků: 9 256 Rozhodčí: Schulze, Tönnies |

| 20. ledna 2023 15:30 | Kapverdy | 23–35 | Portugalsko | Scandinavium, Göteborg Počet diváků: 3 110 Rozhodčí: Merz, Kuttler |
| 20. ledna 2023 15:30 | (12–14)  |       |             | Scandinavium, Göteborg Počet diváků: 3 110 Rozhodčí: Merz, Kuttler |
| 20. ledna 2023 15:30 | Report   |       |             | Scandinavium, Göteborg Počet diváků: 3 110 Rozhodčí: Merz, Kuttler |

| 20. ledna 2023 18:00 | Brazílie | 25–28 | Maďarsko | Scandinavium, Göteborg Počet diváků: 7 317 Rozhodčí: Pavićević, Ražnatović |
| 20. ledna 2023 18:00 | (14–14)  |       |          | Scandinavium, Göteborg Počet diváků: 7 317 Rozhodčí: Pavićević, Ražnatović |
| 20. ledna 2023 18:00 | Report   |       |          | Scandinavium, Göteborg Počet diváků: 7 317 Rozhodčí: Pavićević, Ražnatović |

| 20. ledna 2023 20:30 | Island  | 30–35 | Švédsko | Scandinavium, Göteborg Počet diváků: 11 801 Rozhodčí: Nachevski, Nikolov |
| 20. ledna 2023 20:30 | (16–17) |       |         | Scandinavium, Göteborg Počet diváků: 11 801 Rozhodčí: Nachevski, Nikolov |
| 20. ledna 2023 20:30 | Report  |       |         | Scandinavium, Göteborg Počet diváků: 11 801 Rozhodčí: Nachevski, Nikolov |

| 22. ledna 2023 15:30 | Kapverdy | 30–42 | Maďarsko | Scandinavium, Göteborg Počet diváků: 3 899 Rozhodčí: Sekulić, Jovandić |
| 22. ledna 2023 15:30 | (15–22)  |       |          | Scandinavium, Göteborg Počet diváků: 3 899 Rozhodčí: Sekulić, Jovandić |
| 22. ledna 2023 15:30 | Report   |       |          | Scandinavium, Göteborg Počet diváků: 3 899 Rozhodčí: Sekulić, Jovandić |

| 22. ledna 2023 18:00 | Brazílie | 37–41 | Island | Scandinavium, Göteborg Počet diváků: 9 871 Rozhodčí: K. Gasmi, R. Gasmi |
| 22. ledna 2023 18:00 | (22–18)  |       |        | Scandinavium, Göteborg Počet diváků: 9 871 Rozhodčí: K. Gasmi, R. Gasmi |
| 22. ledna 2023 18:00 | Report   |       |        | Scandinavium, Göteborg Počet diváků: 9 871 Rozhodčí: K. Gasmi, R. Gasmi |

| 22. ledna 2023 20:30 | Švédsko | 32–30 | Portugalsko | Scandinavium, Göteborg Počet diváků: 11 670 Rozhodčí: C. Bonaventura, J. Bonaventura |
| 22. ledna 2023 20:30 | (13–14) |       |             | Scandinavium, Göteborg Počet diváků: 11 670 Rozhodčí: C. Bonaventura, J. Bonaventura |
| 22. ledna 2023 20:30 | Report  |       |             | Scandinavium, Göteborg Počet diváků: 11 670 Rozhodčí: C. Bonaventura, J. Bonaventura |

### Skupina III
Výsledky ze skupin E a F byly přeneseny.
| Poř. | tým        | Z | V | R | P | VB  | OB  | +/− | B  | výsledek    |
| ---- | ---------- | - | - | - | - | --- | --- | --- | -- | ----------- |
| 1.   | Norsko     | 5 | 5 | 0 | 0 | 148 | 118 | +30 | 10 | Čtvrtfinále |
| 2.   | Německo    | 5 | 4 | 0 | 1 | 163 | 133 | +30 | 8  | Čtvrtfinále |
| 3.   | Srbsko     | 5 | 3 | 0 | 2 | 155 | 141 | +14 | 6  |             |
| 4.   | Nizozemsko | 5 | 2 | 0 | 3 | 143 | 141 | +2  | 4  |             |
| 5.   | Argentina  | 5 | 1 | 0 | 4 | 107 | 150 | -43 | 2  |             |
| 6.   | Katar      | 5 | 0 | 0 | 5 | 120 | 153 | -33 | 0  |             |

### Zápasy
| 19. ledna 2023 15:30 | Katar   | 30–32 | Nizozemsko | Spodek, Katovice Počet diváků: 1 900 Rozhodčí: Gatelis, Mažeika |
| 19. ledna 2023 15:30 | (19–15) |       |            | Spodek, Katovice Počet diváků: 1 900 Rozhodčí: Gatelis, Mažeika |
| 19. ledna 2023 15:30 | Report  |       |            | Spodek, Katovice Počet diváků: 1 900 Rozhodčí: Gatelis, Mažeika |

| 19. ledna 2023 18:00 | Německo | 39–19 | Argentina | Spodek, Katovice Počet diváků: 3 150 Rozhodčí: Horáček, Novotný |
| 19. ledna 2023 18:00 | (24–11) |       |           | Spodek, Katovice Počet diváků: 3 150 Rozhodčí: Horáček, Novotný |
| 19. ledna 2023 18:00 | Report  |       |           | Spodek, Katovice Počet diváků: 3 150 Rozhodčí: Horáček, Novotný |

| 19. ledna 2023 20:30 | Norsko  | 31–28 | Srbsko | Spodek, Katovice Počet diváků: 3 500 Rozhodčí: Brunner, Salah |
| 19. ledna 2023 20:30 | (14–17) |       |        | Spodek, Katovice Počet diváků: 3 500 Rozhodčí: Brunner, Salah |
| 19. ledna 2023 20:30 | Report  |       |        | Spodek, Katovice Počet diváků: 3 500 Rozhodčí: Brunner, Salah |

| 21. ledna 2023 15:30 | Srbsko  | 28–22 | Argentina | Spodek, Katovice Počet diváků: 2 550 Rozhodčí: Belkhiri, Hamidi |
| 21. ledna 2023 15:30 | (12–10) |       |           | Spodek, Katovice Počet diváků: 2 550 Rozhodčí: Belkhiri, Hamidi |
| 21. ledna 2023 15:30 | Report  |       |           | Spodek, Katovice Počet diváků: 2 550 Rozhodčí: Belkhiri, Hamidi |

| 21. ledna 2023 18:00 | Katar  | 17–30 | Norsko | Spodek, Katovice Počet diváků: 5 100 Rozhodčí: Bíró, Kiss |
| 21. ledna 2023 18:00 | (9–14) |       |        | Spodek, Katovice Počet diváků: 5 100 Rozhodčí: Bíró, Kiss |
| 21. ledna 2023 18:00 | Report |       |        | Spodek, Katovice Počet diváků: 5 100 Rozhodčí: Bíró, Kiss |

| 21. ledna 2023 20:30 | Nizozemsko | 26–33 | Německo | Spodek, Katovice Počet diváků: 6 250 Rozhodčí: Madsen, Hansen |
| 21. ledna 2023 20:30 | (12–15)    |       |         | Spodek, Katovice Počet diváků: 6 250 Rozhodčí: Madsen, Hansen |
| 21. ledna 2023 20:30 | Report     |       |         | Spodek, Katovice Počet diváků: 6 250 Rozhodčí: Madsen, Hansen |

| 23. ledna 2023 15:30 | Katar  | 22–26 | Argentina | Spodek, Katovice Počet diváků: 1 850 Rozhodčí: Santos, Fonseca |
| 23. ledna 2023 15:30 | (9–12) |       |           | Spodek, Katovice Počet diváků: 1 850 Rozhodčí: Santos, Fonseca |
| 23. ledna 2023 15:30 | Report |       |           | Spodek, Katovice Počet diváků: 1 850 Rozhodčí: Santos, Fonseca |

| 23. ledna 2023 18:00 | Srbsko  | 32–30 | Nizozemsko | Spodek, Katovice Počet diváků: 3 100 Rozhodčí: Horáček, Novotný |
| 23. ledna 2023 18:00 | (15–17) |       |            | Spodek, Katovice Počet diváků: 3 100 Rozhodčí: Horáček, Novotný |
| 23. ledna 2023 18:00 | Report  |       |            | Spodek, Katovice Počet diváků: 3 100 Rozhodčí: Horáček, Novotný |

| 23. ledna 2023 20:30 | Německo | 26–28 | Norsko | Spodek, Katovice Počet diváků: 4 100 Rozhodčí: Milošević, Gubica |
| 23. ledna 2023 20:30 | (16–18) |       |        | Spodek, Katovice Počet diváků: 4 100 Rozhodčí: Milošević, Gubica |
| 23. ledna 2023 20:30 | Report  |       |        | Spodek, Katovice Počet diváků: 4 100 Rozhodčí: Milošević, Gubica |

### Skupina IV
Výsledky ze skupin G a H byly přeneseny.
| Poř. | tým           | Z | V | R | P | VB  | OB  | +/− | B | výsledek    |
| ---- | ------------- | - | - | - | - | --- | --- | --- | - | ----------- |
| 1.   | Dánsko        | 5 | 4 | 1 | 0 | 174 | 130 | +44 | 9 | Čtvrtfinále |
| 2.   | Egypt         | 5 | 4 | 0 | 1 | 150 | 118 | +32 | 8 | Čtvrtfinále |
| 3.   | Chorvatsko    | 5 | 3 | 1 | 1 | 171 | 143 | +28 | 7 |             |
| 4.   | Bahrajn       | 5 | 2 | 0 | 3 | 137 | 160 | -23 | 4 |             |
| 5.   | Spojené státy | 5 | 1 | 0 | 4 | 113 | 162 | -49 | 2 |             |
| 6.   | Belgie        | 5 | 0 | 0 | 5 | 132 | 164 | -32 | 0 |             |

### Zápasy
| 19. ledna 2023 15:30 | Spojené státy | 27–32 | Bahrajn | Malmö Arena, Malmö Počet diváků: 1 891 Rozhodčí: K. Gasmi, R. Gasmi |
| 19. ledna 2023 15:30 | (13–17)       |       |         | Malmö Arena, Malmö Počet diváků: 1 891 Rozhodčí: K. Gasmi, R. Gasmi |
| 19. ledna 2023 15:30 | Report        |       |         | Malmö Arena, Malmö Počet diváků: 1 891 Rozhodčí: K. Gasmi, R. Gasmi |

| 19. ledna 2023 18:00 | Egypt   | 33–28 | Belgie | Malmö Arena, Malmö Počet diváků: 8 784 Rozhodčí: Lah, Sok |
| 19. ledna 2023 18:00 | (22–15) |       |        | Malmö Arena, Malmö Počet diváků: 8 784 Rozhodčí: Lah, Sok |
| 19. ledna 2023 18:00 | Report  |       |        | Malmö Arena, Malmö Počet diváků: 8 784 Rozhodčí: Lah, Sok |

| 19. ledna 2023 20:30 | Dánsko  | 32–32 | Chorvatsko | Malmö Arena, Malmö Počet diváků: 10 420 Rozhodčí: García, Marín |
| 19. ledna 2023 20:30 | (15–16) |       |            | Malmö Arena, Malmö Počet diváků: 10 420 Rozhodčí: García, Marín |
| 19. ledna 2023 20:30 | Report  |       |            | Malmö Arena, Malmö Počet diváků: 10 420 Rozhodčí: García, Marín |

| 21. ledna 2023 15:30 | Bahrajn | 22–26 | Egypt | Malmö Arena, Malmö Počet diváků: 7 002 Rozhodčí: García, Marín |
| 21. ledna 2023 15:30 | (9–13)  |       |       | Malmö Arena, Malmö Počet diváků: 7 002 Rozhodčí: García, Marín |
| 21. ledna 2023 15:30 | Report  |       |       | Malmö Arena, Malmö Počet diváků: 7 002 Rozhodčí: García, Marín |

| 21. ledna 2023 18:00 | Chorvatsko | 34–26 | Belgie | Malmö Arena, Malmö Počet diváků: 11 008 Rozhodčí: Kleven, Jørum |
| 21. ledna 2023 18:00 | (21–13)    |       |        | Malmö Arena, Malmö Počet diváků: 11 008 Rozhodčí: Kleven, Jørum |
| 21. ledna 2023 18:00 | Report     |       |        | Malmö Arena, Malmö Počet diváků: 11 008 Rozhodčí: Kleven, Jørum |

| 21. ledna 2023 20:30 | Spojené státy | 24–33 | Dánsko | Malmö Arena, Malmö Počet diváků: 12 482 Rozhodčí: Grillo, Lenci |
| 21. ledna 2023 20:30 | (10–18)       |       |        | Malmö Arena, Malmö Počet diváků: 12 482 Rozhodčí: Grillo, Lenci |
| 21. ledna 2023 20:30 | Report        |       |        | Malmö Arena, Malmö Počet diváků: 12 482 Rozhodčí: Grillo, Lenci |

| 23. ledna 2023 15:30 | Spojené státy | 24–22 | Belgie | Malmö Arena, Malmö Počet diváků: 4 745 Rozhodčí: Schulze, Tönnies |
| 23. ledna 2023 15:30 | (14–12)       |       |        | Malmö Arena, Malmö Počet diváků: 4 745 Rozhodčí: Schulze, Tönnies |
| 23. ledna 2023 15:30 | Report        |       |        | Malmö Arena, Malmö Počet diváků: 4 745 Rozhodčí: Schulze, Tönnies |

| 23. ledna 2023 18:00 | Chorvatsko | 43–32 | Bahrajn | Malmö Arena, Malmö Počet diváků: 11 542 Rozhodčí: Kleven, Jørum |
| 23. ledna 2023 18:00 | (17–16)    |       |         | Malmö Arena, Malmö Počet diváků: 11 542 Rozhodčí: Kleven, Jørum |
| 23. ledna 2023 18:00 | Report     |       |         | Malmö Arena, Malmö Počet diváků: 11 542 Rozhodčí: Kleven, Jørum |

| 23. ledna 2023 20:30 | Egypt   | 25–30 | Dánsko | Malmö Arena, Malmö Počet diváků: 12 353 Rozhodčí: Sok, Lah |
| 23. ledna 2023 20:30 | (12–17) |       |        | Malmö Arena, Malmö Počet diváků: 12 353 Rozhodčí: Sok, Lah |
| 23. ledna 2023 20:30 | Report  |       |        | Malmö Arena, Malmö Počet diváků: 12 353 Rozhodčí: Sok, Lah |

## Vyřazovací fáze
|  | Čtvrtfinále        | Čtvrtfinále    |                |           | Semifinále  | Semifinále  |  |  | Finále | Finále |
|  |                    |                |                |           |             |             |  |  |        |        |
|  | 25. ledna 2023     |                |                |           |             |             |  |  |        |        |
|  |                    |                |                |           |             |             |  |  |        |        |
|  | Francie            | 35             |                |           |             |             |  |  |        |        |
|  | Francie            | 35             | 27. ledna 2023 |           |             |             |  |  |        |        |
|  | Německo            | 28             |                |           |             |             |  |  |        |        |
|  | Německo            | 28             | Francie        | 31        |             |             |  |  |        |        |
|  | 25. ledna 2023     |                | Francie        | 31        |             |             |  |  |        |        |
|  |                    | Švédsko        | 26             |           |             |             |  |  |        |        |
|  | Švédsko            | Švédsko        | 26             | 26        |             |             |  |  |        |        |
|  | Švédsko            |                | 29. ledna 2023 | 26        |             |             |  |  |        |        |
|  | Egypt              | 22             |                |           |             |             |  |  |        |        |
|  | Egypt              | 22             | Francie        | 29        |             |             |  |  |        |        |
|  | 25. ledna 2023     |                | Francie        | 29        |             |             |  |  |        |        |
|  |                    | Dánsko         | 34             |           |             |             |  |  |        |        |
|  | Norsko             | Dánsko         | 34             | 34        |             |             |  |  |        |        |
|  | Norsko             | 27. ledna 2023 |                | 34        |             |             |  |  |        |        |
|  | Španělsko (prodl.) | 35             |                |           |             |             |  |  |        |        |
|  | Španělsko (prodl.) | 35             | Španělsko      | 23        | Třetí místo | Třetí místo |  |  |        |        |
|  | 25. ledna 2023     |                | Španělsko      | 23        | Třetí místo | Třetí místo |  |  |        |        |
|  |                    | Dánsko         | 26             |           |             |             |  |  |        |        |
|  | Dánsko             | Dánsko         | 26             | 40        | Švédsko     | 36          |  |  |        |        |
|  | Dánsko             |                |                | 40        | Švédsko     | 36          |  |  |        |        |
|  | Maďarsko           | 23             |                | Španělsko | 39          |             |  |  |        |        |
|  | Maďarsko           | 23             |                |           | 39          |             |  |  |        |        |
|  |                    |                |                |           |             |             |  |  |        |        |
|  |                    |                |                |           |             |             |  |  |        |        |

### Čtvrtfinále
| 25. ledna 2023 18:00 | Dánsko  | 40–23 | Maďarsko | Tele2 Arena, Stockholm Počet diváků: 11 338 Rozhodčí: Brunner, Salah |
| 25. ledna 2023 18:00 | (21–12) |       |          | Tele2 Arena, Stockholm Počet diváků: 11 338 Rozhodčí: Brunner, Salah |
| 25. ledna 2023 18:00 | Report  |       |          | Tele2 Arena, Stockholm Počet diváků: 11 338 Rozhodčí: Brunner, Salah |

| 25. ledna 2023 18:00 | Norsko                      | 34–35(PR) | Španělsko | Ergo Arena, Gdaňsk Počet diváků: 5 489 Rozhodčí: Lah, Sok |
| 25. ledna 2023 18:00 | (13–12)                     |           |           | Ergo Arena, Gdaňsk Počet diváků: 5 489 Rozhodčí: Lah, Sok |
| 25. ledna 2023 18:00 | Report                      |           |           | Ergo Arena, Gdaňsk Počet diváků: 5 489 Rozhodčí: Lah, Sok |
| 25. ledna 2023 18:00 | ZČ: 25–25, Prodl.: 4–4, 5–6 |           |           | Ergo Arena, Gdaňsk Počet diváků: 5 489 Rozhodčí: Lah, Sok |

| 25. ledna 2023 20:30 | Švédsko | 26–22 | Egypt | Tele2 Arena, Stockholm Počet diváků: 16 215 Rozhodčí: García, Marín |
| 25. ledna 2023 20:30 | (14–9)  |       |       | Tele2 Arena, Stockholm Počet diváků: 16 215 Rozhodčí: García, Marín |
| 25. ledna 2023 20:30 | Report  |       |       | Tele2 Arena, Stockholm Počet diváků: 16 215 Rozhodčí: García, Marín |

| 25. ledna 2023 20:54 | Francie | 35–28 | Německo | Ergo Arena, Gdaňsk Počet diváků: 5 262 Rozhodčí: Hansen, Madsen |
| 25. ledna 2023 20:54 | (16–16) |       |         | Ergo Arena, Gdaňsk Počet diváků: 5 262 Rozhodčí: Hansen, Madsen |
| 25. ledna 2023 20:54 | Report  |       |         | Ergo Arena, Gdaňsk Počet diváků: 5 262 Rozhodčí: Hansen, Madsen |

### o 5.–8. místo
| 27. ledna 2023 15:30 | Německo                | 35–34(PR) | Egypt | Tele2 Arena, Stockholm Počet diváků: 3 604 Rozhodčí: Nachevski, Nikolov |
| 27. ledna 2023 15:30 | (17–14)                |           |       | Tele2 Arena, Stockholm Počet diváků: 3 604 Rozhodčí: Nachevski, Nikolov |
| 27. ledna 2023 15:30 | Report                 |           |       | Tele2 Arena, Stockholm Počet diváků: 3 604 Rozhodčí: Nachevski, Nikolov |
| 27. ledna 2023 15:30 | ZČ: 30–30, Prodl.: 5–4 |           |       | Tele2 Arena, Stockholm Počet diváků: 3 604 Rozhodčí: Nachevski, Nikolov |

| 27. ledna 2023 18:00 | Norsko  | 33–25 | Maďarsko | Tele2 Arena, Stockholm Počet diváků: 9 081 Rozhodčí: C. Bonaventura, J. Bonaventura |
| 27. ledna 2023 18:00 | (16–13) |       |          | Tele2 Arena, Stockholm Počet diváků: 9 081 Rozhodčí: C. Bonaventura, J. Bonaventura |
| 27. ledna 2023 18:00 | Report  |       |          | Tele2 Arena, Stockholm Počet diváků: 9 081 Rozhodčí: C. Bonaventura, J. Bonaventura |

### Semifinále
| 27. ledna 2023 18:00 | Španělsko | 23–26 | Dánsko | Ergo Arena, Gdaňsk Počet diváků: 6 567 Rozhodčí: Schulze, Tönnies |
| 27. ledna 2023 18:00 | (10–15)   |       |        | Ergo Arena, Gdaňsk Počet diváků: 6 567 Rozhodčí: Schulze, Tönnies |
| 27. ledna 2023 18:00 | Report    |       |        | Ergo Arena, Gdaňsk Počet diváků: 6 567 Rozhodčí: Schulze, Tönnies |

| 27. ledna 2023 21:00 | Francie | 31–26 | Švédsko | Tele2 Arena, Stockholm Počet diváků: 19 128 Rozhodčí: Horáček, Novotný |
| 27. ledna 2023 21:00 | (16–12) |       |         | Tele2 Arena, Stockholm Počet diváků: 19 128 Rozhodčí: Horáček, Novotný |
| 27. ledna 2023 21:00 | Report  |       |         | Tele2 Arena, Stockholm Počet diváků: 19 128 Rozhodčí: Horáček, Novotný |

### o 7. místo
| 29. ledna 2023 15:30 | Egypt                       | 36–35(PR) | Maďarsko | Tele2 Arena, Stockholm Počet diváků: 8 980 Rozhodčí: Kurtagic, Wetterwik |
| 29. ledna 2023 15:30 | (17–11)                     |           |          | Tele2 Arena, Stockholm Počet diváků: 8 980 Rozhodčí: Kurtagic, Wetterwik |
| 29. ledna 2023 15:30 | Report                      |           |          | Tele2 Arena, Stockholm Počet diváků: 8 980 Rozhodčí: Kurtagic, Wetterwik |
| 29. ledna 2023 15:30 | ZČ: 28–28, Prodl.: 3–3, 5–4 |           |          | Tele2 Arena, Stockholm Počet diváků: 8 980 Rozhodčí: Kurtagic, Wetterwik |

### o 5. místo
| 29. ledna 2023 13:00 | Německo | 28–24 | Norsko | Tele2 Arena, Stockholm Počet diváků: 6 260 Rozhodčí: Marín, García |
| 29. ledna 2023 13:00 | (16–13) |       |        | Tele2 Arena, Stockholm Počet diváků: 6 260 Rozhodčí: Marín, García |
| 29. ledna 2023 13:00 | Report  |       |        | Tele2 Arena, Stockholm Počet diváků: 6 260 Rozhodčí: Marín, García |

### o 3. místo
| 29. ledna 2023 18:00 | Švédsko | 36–39 | Španělsko | Tele2 Arena, Stockholm Počet diváků: 22 650 Rozhodčí: C. Bonaventura, J. Bonaventura |
| 29. ledna 2023 18:00 | (22–18) |       |           | Tele2 Arena, Stockholm Počet diváků: 22 650 Rozhodčí: C. Bonaventura, J. Bonaventura |
| 29. ledna 2023 18:00 | Report  |       |           | Tele2 Arena, Stockholm Počet diváků: 22 650 Rozhodčí: C. Bonaventura, J. Bonaventura |

### Finále
| 29. ledna 2023 21:00 | Francie | 29–34 | Dánsko | Tele2 Arena, Stockholm Počet diváků: 23 050 Rozhodčí: Nachevski, Nikolov |
| 29. ledna 2023 21:00 | (15–16) |       |        | Tele2 Arena, Stockholm Počet diváků: 23 050 Rozhodčí: Nachevski, Nikolov |
| 29. ledna 2023 21:00 | Report  |       |        | Tele2 Arena, Stockholm Počet diváků: 23 050 Rozhodčí: Nachevski, Nikolov |

## Konečné pořadí
| Poř.             | Tým               |
| ---------------- | ----------------- |
| Zlatá medaile    | Dánsko            |
| Stříbrná medaile | Francie           |
| Bronzová medaile | Španělsko         |
| 4.               | Švédsko           |
| 5.               | Německo           |
| 6.               | Norsko            |
| 7.               | Egypt             |
| 8.               | Maďarsko          |
| 9.               | Chorvatsko        |
| 10.              | Slovinsko         |
| 11.              | Srbsko            |
| 12.              | Island            |
| 13.              | Portugalsko       |
| 14.              | Nizozemsko        |
| 15.              | Polsko            |
| 16.              | Bahrajn           |
| 17.              | Brazílie          |
| 18.              | Černá Hora        |
| 19.              | Argentina         |
| 20.              | Spojené státy     |
| 21.              | Belgie            |
| 22.              | Katar             |
| 23.              | Kapverdy          |
| 24.              | Írán              |
| 25.              | Tunisko           |
| 26.              | Chile             |
| 27.              | Severní Makedonie |
| 28.              | Jižní Korea       |
| 29.              | Saúdská Arábie    |
| 30.              | Maroko            |
| 31.              | Alžírsko          |
| 32.              | Uruguay           |

## All Star tým
Na mistrovství světa byla vyhlášena ideální sestava v podobě All Star týmu a nejužitečnější hráč.
| Nejužitečnější hráč turnaje | Nejužitečnější hráč turnaje |
| --------------------------- | --------------------------- |
| nejužitečnější hráč         | Mathias Gidsel (DEN)        |
| All Star tým                |                             |
| Pozice                      | hráč                        |
| brankář                     | Andreas Wolff (GER)         |
| pravé křídlo                | Niclas Ekberg (SWE)         |
| pravá spojka                | Alex Dujshebaev (ESP)       |
| střední spojka              | Nedim Remili (FRA)          |
| levé křídlo                 | Ángel Fernández Pérez (ESP) |
| levá spojka                 | Simon Pytlick (DEN)         |
| pivot                       | Ludovic Fabregas (FRA)      |
| nejlepší mladý hráč         | Juri Knorr (GER)            |

## Statistiky turnaje
| Nejlepší střelci | Nejlepší střelci   | Nejlepší střelci | Nejlepší střelci | Nejlepší střelci | Nejlepší střelci |
| Poř.             | střelec            | tým              | branek           | střel            | %                |
| ---------------- | ------------------ | ---------------- | ---------------- | ---------------- | ---------------- |
| 1.               | Mathias Gidsel     | Dánsko           | 60               | 80               | 75               |
| 2.               | Erwin Feuchtmann   | Chile            | 54               | 77               | 70               |
| 3.               | Juri Knorr         | Německo          | 53               | 85               | 62               |
| 4.               | Simon Pytlick      | Dánsko           | 51               | 70               | 73               |
| 5.               | Bjarki Már Elísson | Island           | 45               | 59               | 76               |
| 6.               | Richárd Bodó       | Maďarsko         | 44               | 74               | 59               |
| 6.               | Alex Dujshebaev    | Španělsko        | 44               | 65               | 68               |
| 6.               | Kay Smits          | Nizozemsko       | 44               | 66               | 67               |
| 9.               | Mikkel Hansen      | Dánsko           | 41               | 60               | 68               |
| 9.               | Ali Zein           | Egypt            | 41               | 64               | 64               |

| Nejlepší brankáři | Nejlepší brankáři      | Nejlepší brankáři | Nejlepší brankáři | Nejlepší brankáři | Nejlepší brankáři |
| Poř.              | brankář                | tým               | %                 | zákroků           | střel             |
| ----------------- | ---------------------- | ----------------- | ----------------- | ----------------- | ----------------- |
| 1.                | Tobias Thulin          | Švédsko           | 39                | 39                | 100               |
| 2.                | Rémi Desbonnet         | Francie           | 38                | 36                | 95                |
| 3.                | Torbjørn Bergerud      | Norsko            | 37                | 81                | 220               |
| 3.                | Mateusz Kornecki       | Polsko            | 37                | 30                | 82                |
| 3.                | Andreas Wolff          | Německo           | 37                | 112               | 305               |
| 6.                | Andreas Palicka        | Švédsko           | 36                | 72                | 202               |
| 7.                | Abdelrahman Mohamed    | Egypt             | 35                | 31                | 89                |
| 8.                | Niklas Landin Jacobsen | Dánsko            | 34                | 88                | 256               |
| 8.                | Urban Lesjak           | Slovinsko         | 34                | 50                | 146               |
| 10.               | Miguel Ferreira        | Portugalsko       | 33                | 51                | 154               |
| 10.               | Kevin Møller           | Dánsko            | 33                | 27                | 81                |
| 10.               | Assil Nemli            | Tunisko           | 33                | 34                | 104               |
| 10.               | Mate Šunjić            | Chorvatsko        | 33                | 29                | 89                |